# Star Wars: The Force Unleashed - Ultimate Sith Edition
«Star Wars: The Force Unleashed — Ultimate Sith Edition» — відеогра від «LucasArts» як складова їхнього мультимедійного проекту «Зоряні Війни: Сила Нездоланна», що вийшла 2009 року.

## Створення
Гра вийшла для персональних комп'ютерів (зокрема, як для IBM PC, так і для Macintosh), PlayStation 3 й Xbox 360 3 листопада 2009 р. у США (у Великій Британії — 6 листопада).

## Сюжет
Сюжет гри складається з основних і додаткових (бонусних) місій. Основні є тотожними з грою-попередницею. Події ж гри в додаткових (бонусних) місіях є неканонічними для всесвіту «Зоряних війн». Вони відбуваються між ІІІ і VI епізодами (тобто з 2 р. ДБЯ по 3 р. ПБЯ) та пропонують погляд на те, що могло б бути, якби остання місія гри «Зоряні Війни: Сила Нездоланна» завершилася альтернативно:
Ґален Марек на Зірці смерті вбиває Дарта Вейдера, але гине під кинутим на нього Палпатіном зорельотом «Блукаюча тінь». Згодом Палпатін відновлює тіло Ґалена в броньованих життєпідтримуючих обладунках як свого нового учня — Лорда Старкілера. Завданнями нового темного володаря ситів є відстеження та ліквідація ворогів Імператора Палпатіна — Обі-Вана Кенобі та Люка Скайвокера. Першого він вбиває на Татуїні, а другого обертає на темний бік Сили на Хоті.

## Персонажі
В основних місіях гри, що тотожні місіям гри-попередниці, представлені канонічні персонажі проекту «Зоряні Війни: Сила Нездоланна».
У додаткових (бонусних) місіях гри крім таких персонажів попередньої гри, як Ґален Марек, ПРОКСІ та Палпатін, у Ultimate Sith Edition присутні такі герої всесвіту «Зоряних війн»: Обі-Ван Кенобі, Люк Скайвокер, Джабба Гатт, Боба Фетт і C-3PO. Ґален, зокрема, в грі має ім'я Лорд Старкілер.

## Озвучування
| Персонаж                 | Актор (голос)             |
| ------------------------ | ------------------------- |
| Лорд Старкілер, Палпатін | Sam Witwer                |
| штурмовики               | Lex Lang, Steven Jay Blum |
| Обі-Ван Кенобі           | Nick Jameson              |
| Люк Скайвокер            | Lloyd Floyd               |
| ПРОКСІ, Джабба Гатт      | David W. Collins          |
| Боба Фетт                | Dee Bradley Baker         |
| C-3PO                    | Anthony Daniels           |